# Isola Dana
L'isola Dana (anche chiamata Nieuw Eiland oppure Hokki) è una piccola isola disabitata dell'arcipelago delle Piccole Isole della Sonda situata circa 30 km a sudovest dell'isola di Raijua e a sud di Roti, in Indonesia. È il punto più a sud dell'intera Asia.
Da un punto di vista amministrativo fa parte della provincia di Nusa Tenggara Orientale. La costa meridionale è caratterizzata da rocce ripide, una forte corrente oceanica e onde lunghe che hanno origine nella zona meridionale dell'oceano, 5.000 km più a sud.
Sull'isola vivono solo capre e pecore, secondo la tradizione locale le anime dei morti risiedono sull'isola di Dana e non devono essere disturbati, motivo per cui nessuno vi si deve recare per alcun motivo fuorché i membri delle etnie Savu e Rai Jua delle vicine isole, che vanno a Dana solo per una cerimonia rituale che si svolge una volta all'anno.
Nonostante il divieto, navi da crociera e barche di surfisti visitano l'isola regolarmente senza consultare gli anziani dei Rai Jua, che sono addetti a preservare la tradizione.